# ブレイド三国志
『ブレイド三国志』（ブレイドさんごくし、BLADE SANGOKUSI）は『月刊少年ガンガン』（スクウェア・エニックス刊）で連載された漫画作品。原案と構成は真壁太陽、作画は壱河柳乃助が担当している。2006年7月号から10月号まで第一幕が連載され、2007年8月号から2009年8月号まで第二幕・中国大陸編が連載された。その後、作画にキム・ビョンジンを迎え、第三幕を連載する予定であるが、2011年11月現在まで連載はされていない。また、2010年2月から2010年12月までガンガンONLINEにて外伝ストーリーが配信されていた。第一部連載終了後は関連誌の『月刊Gファンタジー』や増刊号の『ガンガンカスタム』などで多数の読み切り作品が掲載された。

## 概要
西暦2194年、経済発展を遂げた中国が世界一の大国となった未来世界を舞台とするバトルアクション漫画。万物に宿る魂・TAO（タオ）の力によって、中国の三国時代に活躍した英雄たちの生まれ変わり・武霊士（ブレイド）となった少年の戦いを描く。

## あらすじ
22世紀末期の日本、新YOKOHAMAシティの夜を駆ける暴走族、横浜狼怒星（よこはまロードスター）。そのリーダーである轟 蘭市郎の元に、消息不明だった父からの荷物として、血に塗れた包みが届けられた。その包みを狙って現れた武霊士（ブレイド）に殺される蘭市郎。だが、死の際で蘭市郎は自らの魂の現に目覚める。そして謎の包みが光り輝き、蘭市郎は蘇った。三国時代の英雄の一人、孫策のブレイドとして…。

## 登場人物

### 轟家
轟 蘭市郎（とどろき らんしろう）
第1部、第2部の主人公。17歳。『小覇王』孫策の武霊士。暴力団「大関東轟極連」（だいかんとうとどろきごくれん）、通称「轟組」の御曹司で、暴走族「横浜狼怒星（よこはまロードスター）」のリーダー。1980年代に憧れており、特攻服とリーゼントをトレードマークにしている。ジャイアン級の音痴で乱暴者だが、男気に溢れた熱血漢。「ブレインシェーカー」の異名を持ち、その拳と美声（？）で多くの敵の脳を揺さぶり、倒してきた。李順満（後述）によって殺害された後、武霊士として覚醒する。李を倒して伝国の玉璽の欠片を入手し、中国へと渡る。
好きなミュージシャンは矢沢永吉、横浜銀蝿。好きなマンガは「湘南爆走族」。
第2部では飛行機で中国へ向かう途中ハイジャックに遭い、神龍コンツェルンによってハイジャック犯に仕立て上げられてしまうが、無事に着陸。自由の翼学園に写世らとともに入学する。持ち前の破天荒ぶりで数々の騒ぎを起こし、ジャンを始め生徒会とも対立することがあったが、自由の翼学園をジリアンの龍眼から守るという目的の下一致団結し、最期は呉を守り抜き、ジャンとの関係も改善された。1巻の表紙を飾る。
轟 写世（とどろき うつせ）
13歳。蘭市郎の弟。孫策の実弟にして『碧眼児』と言われた孫権の武霊士。兄とは違い小柄で優しい少年。父や兄を心の底から慕っている。紙の本をこよなく愛する古文書マニア（この時代の本はデジタル化されており、紙の本はアンティークとして扱われている）で無類の三国志好き。この物語の語り部的なキャラ。
第2部では愛洲の人質となり、呉軍が窮地に陥る中、武霊士として覚醒する。恭一から呉王の証である古錠刀を受け取り、瀕死だった呉軍の武霊士たちを復活させる。7巻の表紙を飾る。
轟 恭一（とどろき きょういち）
蘭市郎と写世の父。東日本を牛耳る暴力団・轟組の大親分。孫策と孫権の実父にして『江東の虎』と言われた孫堅の武霊士。蘭市郎も敵わないほどの力の持ち主で（蘭市郎との通算成績は蘭市郎の999戦999敗）、蘭市郎は彼を超える事を目標にしていた。
神龍コンツェルンから伝国の玉璽を守るべく、中国で玉璽の欠片を発見するも神龍コンツェルンの襲撃により重傷を負った。玉璽の包みを日本に届けるようムハマドに託し、調査団全員を逃すために自ら囮となる。神龍コンツェルンに「俺の息子に気をつけな」と忠告すると谷底に落下し死亡したと思われる。
永吉
轟家の飼い猫。3歳のオス。三国時代に孫策に仕えた文官、呂範の武霊士を宿している。語尾に「〜也」をつけるのが口癖。「竹簡刀」と呼ばれる様々な種類の呪符を使い戦う。

### 自由の翼学園
仲城 アンナ（なかじょう アンナ）
13歳の中学生。アイドルとしていろんなことに挑戦する活発な少女。中国にきた写世を案内する。自由の翼学園の生徒でもある。
ひょんなことからロザリンドと対決することになり、窮地に陥るが、戦いの最中TAOが覚醒し、武霊士となる。
周瑜の妻にして「江東の二喬」と呼ばれた小喬の武霊士。能力を使うと身体が成人になり、巨大なハンマーを使って戦う。
ジャン・クロード・ルルーシュ
フランス国籍の17歳。自由の翼学園の生徒会長で、中国きっての豪商の御曹司。世界中を飛び回っている。無責任な行動を酷く嫌う厳格な性格の持ち主。
美周朗と呼ばれた呉の天才軍師周瑜の武霊士。水を操る力を持ち、安定した攻防や地形効果の応用など、武霊士を扱う能力は高い。
第2部で登場し、学園の問題児である蘭市郎と対決し、武霊士で圧倒する。ミュウ・ユンの仲裁で勝負は引き分けとなったが、彼の存在は蘭市郎の中にコンプレックスとして残った。その後、神龍コンツェルンのジリアンと対面、彼女に跪き和平を結んだ。その理由は自由の翼学園を魏の脅威から守るためだったが、ツァオの真意を知ると蘭市郎と協力し、呉を守った。
特別編では彼の1日が綴られており、内容はコミカルな部分が多い（時間軸は蘭四郎の入学前）。4巻の表紙を飾る。
愛洲 政実（あいす まさみ）
日本、スイスのハーフで16歳。自由の翼学園の高等部1年。残忍かつ狡猾な性格で、目的達成のためであれば手段を選ばない。
呉の名将陸遜の武霊士。「石兵八陣」を始めとする幻術を使った戦闘を得意としている。
第2部で登場。蘭市郎の殺害及び呉の国の滅亡を望み、神龍コンツェルン側につき、ジリアンらを援護する。その理由は、陸遜が常に孫策や周喩と比べられていたことによるコンプレックスがあり、呉を滅ぼすことで自分の存在を誇示したいと考えたからである。
蘭市郎のもとへ向かう途中の写世を人質とし、ジャンの名を騙って蘭市郎を動かす。ジリアンの「殺人遊具」たちと協力して呉の軍勢を追い詰めるが、死闘の末蘭市郎に敗れる。その後写世の説得により、曲がりなりにも再び呉の陣営に復帰する。6巻の表紙を飾る。
月森 雫（つきもり しずく）
日本国籍の16歳。自由の翼学園の副生徒会長。
ジャンが留守の間、学園の指揮の一切を執り行っている。学園の体裁を第一に考える性格で、独断で行動する面もある。短パンを着用しているが、本人はそれを気にしている。
呉の武将凌統の武霊士。高速移動を活かした戦闘を得意とし、戦闘の際は「飛燕疾風剣」という武器を使う。
リー・ゴンゴ
中国国籍の18歳。自由の翼学園の生徒会親衛隊長。
アマチュア・ボクシング世界選手権で3年連続優勝した経験を持つが、その際選手を全員再起不能にしたことから「処刑人」の異名を持つ。
いつもボイラー室で打ち込みをしている。女性に対しては奥手。蘭市郎と互角の戦いを繰り広げる実力の持ち主で、怪力を生かした「金剛拳（ゴンゴパンチ）」が得意技。
呉の武将周泰の武霊士。武霊士としての能力は、両腕に虎の篭手を装着して繰り出す「金剛拳“虎顎（こがく）”」。
ムハマド
UAE国籍の39歳。自由の翼学園の考古学教師を務める。
かつて蘭市郎の父恭一と調査団として中国を旅し、彼より玉璽を託された人物。蘭市郎に神龍コンツェルンと戦うべき宿命を説く。その後、赤壁で蘭市郎の陣の特訓を行った。
呉に三代にわたって仕えた武将韓当の武霊士。鎌状の武器を出現させる。
ヴィルム
自由の翼学園の生徒会役員。呉の文官虞翻の武霊士。普段は目元を隠す仮面を付けてる。
ハーシィ・コジマ
人気アイドルの15歳。黄月英の武霊士。能力を使うと瞳と髪が紅くなる。トントンと言う守護獣と一緒にいる。前世の夫である孔明の武霊士を探している。
アド・マチック・テンゴク
モロッコ国籍の17歳。劉備の息子阿斗の武霊士。自称自由の翼学園一の人気者。蘭市郎からは「たまご」と呼ばれる。
BB（ビービー）
アドの執事。劉璋の臣下張松の武霊士。男好きでいつもクネクネしている。「ブサイク」というとキレるらしい。
パプリカ
アドの用心棒の怪力男。蜀の武将糜芳の武霊士。仲城アンナのファン。

### 神龍コンツェルン
ツァオ・ツェン
神龍（シャンロン）コンツェルン社社長。30歳の中国人。玉璽を手にし、2000年前の宿願を果たさんとしている。
三国時代の魏の君主、曹操の武霊士。武霊士の能力で味方の気力を回復させ、傷を癒すことが出来るが、その他詳細な能力は不明。8巻の表紙を飾る。
ポール・アンリ
ツァオ・ツェンに仕える27歳のフランス人。神龍采恩の秘書室長兼人事部長。
自他共に規則に厳しく、神経質な一面も持つ。正反対の性格を持つ時慈朗とは犬猿の仲にあるが、時慈朗は「うまくやれている」と思っている。
本当の性別は男性なのだが一見すると女性のようで、時慈朗が武霊士を使ってデータを解析したところ、「美少女」とまで言わせた。「女の子だったら絶対にほっとかれない」らしい。
曹軍の軍師荀攸の武霊士。
葵原時慈朗（あおいはら ときじろう）
ツァオ・ツェンに仕える25歳の日本人。神龍采恩の秘書兼経営マネジメント部長。
大雑把で軽い性格だが、常人離れした知能を持つ。蘭市郎が主人公であるのとは別の読み切り版（外伝）の一つに主人公として登場し、ツァオ・ツェンと互角の知恵比べをしたこともある。女たらしでよくアンリに窘められている。柳雨晟から、密かにツァオ・ツェンのことを託されている。3巻の表紙を飾る。
曹軍の軍師郭嘉の武霊士。
柳 雨晟（ユ ウソン）
韓国国籍の26歳。神龍采恩の常務取締役。不治の病に冒されているため、普段は特別室で療養生活を送っている。ツァオ・ツェンに蘭市郎の動向を見守ってやることを進言する。
曹軍最高の軍師にして『王佐の才』と呼ばれた荀彧の武霊士。
ツァオ・ウォン
中国国籍の28歳。神龍采恩の副社長。神龍采恩が誇る九龍のリーダーにしてツァオ・ツェンの実弟。
曹操の従弟である曹仁の武霊士。
エーリッヒ・エルナーニ
オーストリア国籍の25歳。神龍采恩の誇る九龍の一人にして、神龍采恩の総務部長。貴族出身でプライドが高く、喧嘩っ早い。
魏の猛将夏侯淵の武霊士。「白い羽根（ホワイトフェザー）」と呼ばれる無数の白い矢を放つことが出来る。軌道を自在に操れる他、着弾点からも打ち出すことが出来る。また、ゲオルグとの共同技、そして奥義技も隠し持つ。9巻の表紙を飾る。
ゲオルグ・バーギャッソン
アイスランド国籍の32歳。神龍采恩の誇る九龍の一人にして、神龍采恩の軍事開発部長を務める。軍将校を務めた経験がある堅物。禿頭で左横顔に入れ墨がある。
魏の猛将徐晃の武霊士。柄の両端に巨大な戦斧がついた武器「白炎斧」を操る。斧を振り回し起こる竜巻で、あらゆるものを薙ぎ払う。また、巻き上げた物で巨大な兵の造形物を作り上げることも可能。
ホセ・マキシ・ルッシオ
ブラジル国籍の31歳。神龍采恩の誇る九龍の一人にして、神龍采恩の営業部長。軽い言動で仲間に意見するため人を怒らせる事が多い。
魏の名将張遼の武霊士。武器は持たないがエーリッヒの攻撃をすべて受け流すなど卓越した体術の持ち主。
ジリアン・チャン
中国国籍の28歳。神龍采恩が誇る九龍の一人で『隻眼（クトゥーゾフ）の魔女』の異名を持つ。広報宣伝部長も務め、九龍の中では最もツァオ・ツェンの信頼が厚い。
魏の猛将夏侯惇の武霊士。戦いは部下たちに任せることが多いが、自身もTAOを喰らう二本の鞭を操る。
元特殊部隊で活動していた傭兵で、幼い頃故郷を戦火で失っている。そのため自らの大切なものを失い憎しみの制御が利かなくなると、すべてを殺戮、破壊するまで攻撃をやめない。「殺人遊具（キリングガールズ）」と呼ばれる三人の暗殺実行部隊を持つ。5巻の表紙を飾る。
アッシュ
ジリアンの部下。「殺人遊具」の一人。極度の心配性で心配できないことが一番の心配の種になっている。
元は孤児で、孤児院が何者かによって破壊された際に謎の一団に捕らわれ、武霊士として改造された。その経緯から自分以外の人間を信じられず、誰彼構わず殺していたが、ジリアンと出会ったことで救われる。
魏の武将李典の武霊士。「鋭鎚（ハンマーシャープ）」と呼ばれるチェーンのついたギロチンが武器。敵を攻撃するだけでなく、軌道をコントロールすることで相手の五感を惑わせることが可能。
ジリアンの命令により愛洲の下で行動し、月森と戦闘になり圧倒するが、写世の力で力を取り戻した月森の前に敗れる。
ロザリンド
ジリアンの部下。「殺人遊具」の一人。見た目は無邪気な少女そのものだが、素顔は凶暴かつ残忍。ゴシックロリータ風の衣装を着ている。
魏の武将于禁の武霊士。武霊士で敵を拘束し、背中に背負ったアイアンメイデン「ベルナルドット」で相手を処刑する。
ジリアンの命令により愛洲の下で行動し、陰湿な攻撃でアンナ、永吉を苦しめるが、写世の力で覚醒したアンナに倒される。
スレイプニル
ジリアンの部下。「殺人遊具」の一人。無口かつ無表情で、単語でしか喋らない。ひきこもりがちらしい。
ジリアンが傭兵であった頃から付き従っており、「殺人遊具」の中では最も彼女と行動した期間が長い。
魏の武将楽進の武霊士。無数の紐で敵を捕え、体中の骨をへし折る。そのコントロールの精密さ故近づくこともままならず、攻守一体の戦法で戦う。
ジリアンの命令により愛洲の下で行動し、ゴンゴの両腕をつぶして圧倒するが、写世の力で復活したゴンゴの前に敗れる。対等な戦いを好むらしい。「殺人遊具」の中で唯一生還した。
クロフォード
イギリス国籍の25歳。女装することが多く、変装時は言葉も完全に女口調になる為、エーリッヒ等からは「カマ助」と呼ばれている。
三国時代の魏の五大将軍に数えられる勇将張郃の武霊士。両腕が剣に変化する。
蘭市郎が乗り合わせた飛行機でCAになりすまし、テロを起こすことで蘭市郎の技量を試した。

### 大極の五賢
？？？
大極の五賢の筆頭「青」。三国時代の隠者水鏡の武霊士。
ボブ
大極の五賢の一人「黒」。コードネームは「ジョニーK」。年齢不詳の怪しい黒人。自身を「道（タオ）を伝える者」と名乗る。
とある公園で写世と出会い、TAOや武霊士（ブレイド）について説明する。
『鳳雛』と言われた天才軍師龐統の武霊士。TAOを使って自分の髪を自在に操ることができる。
ミュウ・ユン
大極の五賢の一人「紅」。コードネームは「アルラウネ」。中国国籍で、世界を股にかける超モデルであり、タレント、女優。17歳。
物語への絡みは少ないが、ボブと同様武霊士について何らかの秘密を知っている模様。
孫策の妻にして「江東の二喬」と言われた大喬の武霊士。強力な蹴りが武器。
ニコラス・タム
大極の五賢の一人「黄」。ニコラス・タム診療所を営む23歳。
死者以外の生存率は99.999パーセントであるが、性格は気まぐれで必ず診療してくれるわけではない。かなりの猫好き。助手が2人いる。
呉の名医華陀の武霊士。
？？？
大極の五賢の一人「白」。「臥竜」と言われた三国時代一の軍師諸葛亮の武霊士。

### 第1部
李 順満（イ スイマン）
29歳の韓国人。白い物が好きで、服装も白一色。
「白馬将軍」といわれた公孫瓚の武霊士。ブレイドの能力を解放した時は白馬にまたがり、白い鎧を装着している。白き聖槍で敵を貫く。
轟組と対立している暴力団・西京興会に雇われ、蘭市郎を殺害。図らずも蘭市郎の覚醒の切っ掛けを作った。

### 第2部
孔融の武霊士
名前不明。中国の大統領の相談役で、国の重要文化人。人工武霊士（エージェント）を操るが、すべてジリアンたちに破壊され、自身もアッシュのギロチンで処刑される。
武安国の武霊士
名前不明。主人である孔融の武霊士の用心棒。手を巨大な鉄槌に変えて戦うが、アッシュに真っ二つにされる。グルメ愛好家らしい。
劉岱の武霊士
名前不明。中国の地方長官で、金に糸目をつけない性格。ロザリンドに処刑される。

### 外伝
御子神 鷹彦（みこがみ たかひこ）
六本木のスラム街にある御子神薬剤店11代目店主の青年。19歳。常にモビと言う鳥が一緒にいる（人工知能）。家督を継ぐために中国の皇漢院で修行していた。
趙雲の武霊士で、12歳の時に目覚める（本人は修行中に白昼夢を見たと言っている）。グリフォンスピアと言う6本の槍を駆使して戦う。
シークレット・エージェント。2巻の表紙を飾る。
2008年3月号の特別編にて再登場し（この時点で24歳）、5年前同様、黒覇道と戦っていた。第3部で本編に登場する予定。
新宮 梢（しんぐう こずえ）
新宮メディカルコーポレーションの社長令嬢。12歳。亡くなった父から貰った鉱石を所持している為、狙われている。父の遺言に従って武霊士を探していた。因みに運転手は赤坂で父の死後も、梢の味方であった。
後に2008年3月号にも特別枠で出演。既に彼女は17歳で、新宮メディカルコーポレーション代表取締役社長と、自由の翼学園の保健室長を兼務している。鷹彦に手紙を送っている。
ハウロン
鷹彦の兄弟子。何かと彼の世話をしていたが、故郷の伝染病を何とかすべく院の薬方を持ち出そうとしたが、幽閉される。その後は脱走し、行方不明となっていた。日ごろ、頭痛に悩んでいる。張梁にとりつかれていた。
鶴在 拓也
人気アイドル。事故で顔に大怪我を負うが、ニコラスにより完治する。

## 用語
TAO（タオ）
万物に宿る魂の力。生物はもちろん、空気や水にも含まれているという。TAOから力を分けてもらえば、様々な物に干渉する事で意志を持たない物を動かしたり、常識を超えた奇跡を起こす事も可能。
武霊士（ブレイド）
TAOの導きによって時を越えて現代（2149年）に転生した三国時代の戦士たち。武将としての力と技をTAOによって駆使する能力者。その力は地を裂き、空を飛び、水を操り、炎を呼び、雷を下僕にすると言われている。いずれのブレイドも絶大な戦闘力を持っており、普通の人間や銃火器などで倒す事は不可能に近い。ブレイドの強さはTAOの質、量、使い方によって決まる。
陣
ブレイドたちが作り出す戦闘空間。三国時代当時の記憶と能力を呼び覚まして、自分が愛用していた武器や率いていた兵士たちを一定の空間内に具現化させる。陣の基本的な大きさはブレイドの周囲3メートル。ただし地形効果を利用すれば陣はその何十倍、何百倍にも膨れ上がる。陣が接することによって相手にダメージを与えたり、攻撃を防御する。なお陣によって具現化した武器や兵士は普通の人間でも見る事ができる。
大極の五賢（たいきょくのごけん）
皇帝に仕え、玉璽の行方を見守る五人の賢人。武霊士の秘密を知っている。
自由の翼学園（ラ・マルセイエーズ）
中国にある中高一貫の私立学園。在校生は5万人で敷地面積は3平方キロメートル。各国から世界の将来を担う学生ばかりが集められており、学園の運営はすべて生徒が執り仕切っている。シンボルとして自由の天使像が建っているが、蘭市郎の歌声で粉々に吹き飛んでしまった。主に呉の武霊士たちが集っている。
神龍采恩（シェンロンコンツェルン）
世界最大企業。元は軍事兵器の開発などが主な事業だったが、ツァオ・ツェンが総帥となってからはあらゆる産業に手を伸ばし、わずか3年で世界最大の座を手にした。現在の世界の中心そのものとさえ言われる存在。主に魏の武霊士たちが集っている。
龍眼（りゅうがん）
神龍采恩が所有する巨大な人工衛星。TAOのみを消し去る強力な大砲でもある。ただ一度の砲撃のために、数万の人工武霊士たちのTAOを5年間蓄積し続けていた。ジリアンの眼帯が発動のスイッチになっている。
黒覇道（ヘイパータオ）
世界を舞台に暗躍する国際テロリスト集団。主に黄巾党の武霊士たちが集っていると思われる。
大統領府（だいとうりょうふ）
中国の大統領の拠点。主に官渡の戦いで曹操に敗れた袁紹軍の武霊士たちが集っている。